# George McPhee
George McPhee, född 2 juli 1958, är en kanadensisk befattningshavare och före detta professionell ishockeyforward som är president för ishockeyverksamheten inom Vegas Golden Knights i National Hockey League (NHL).
Han tillbringade sju säsonger i NHL som spelare, där han spelade för ishockeyorganisationerna New York Rangers och New Jersey Devils. McPhee producerade 49 poäng (24 mål och 25 assists) samt drog på sig 257 utvisningsminuter på 115 grundspelsmatcher. Han spelade också på lägre nivåer för New Haven Nighthawks och Utica Devils i American Hockey League (AHL), Tulsa Oilers i Central Hockey League (CHL) och Bowling Green Falcons (Bowling Green State University) i National Collegiate Athletic Association (NCAA).
Efter spelarkarriären avlade han en juristexamen vid Rutgers, The State University of New Jersey och har varit chef för ishockeyverksamheten för Vancouver Canucks, general manager för Washington Capitals, arbetat för New York Islanders som bland annat vicepresident och rådgivare till deras general manager Garth Snow och delade på general manager-ansvaret tillsammans med Brad Treliving (Calgary Flames) när Kanadas herrlandslag deltog i världsmästerskapet i ishockey 2016, där Kanada lyckades vinna guldmedalj. Den 13 juli 2016 blev han utnämnd till general manager för expansionslaget Vegas Golden Knights, som gjorde debut i ligan till säsongen 2017–2018. Den 21 juni 2018 utsågs McPhee till säsongens bästa general manager i NHL och fick motta General Manager of the Year Award. I maj 2019 avsade han sig general manager-rollen i förmån av den assisterande general managern Kelly McCrimmon och blev istället högste chef (president) för Golden Knights ishockeyverksamhet. Det spekulerades om att McPhee tvingades till det för att kunna behålla McCrimmon i Vegas eftersom flera andra NHL-lag sökte då efter nya general managers.

## Statistik
| 1977–1978   | Guelph Platers        | OPJHL       | 48  | 53  | 57  | 110 | 150 | —  | — | — | — | —  |
| 1978–1979   | Bowling Green Falcons | NCAA        | 43  | 40  | 48  | 88  | 58  | —  | — | — | — | —  |
| 1979–1980   | Bowling Green Falcons | NCAA        | 34  | 21  | 24  | 45  | 51  | —  | — | — | — | —  |
| 1980–1981   | Bowling Green Falcons | NCAA        | 36  | 25  | 29  | 54  | 68  | —  | — | — | — | —  |
| 1981–1982   | Bowling Green Falcons | NCAA        | 40  | 28  | 52  | 80  | 57  | —  | — | — | — | —  |
| 1982–1983   | New York Rangers      | NHL         | —   | —   | —   | —   | —   | 9  | 3 | 3 | 6 | 2  |
|             | Tulsa Oilers          | CHL         | 61  | 17  | 43  | 60  | 145 | 7  | 1 | 1 | 2 | 14 |
| 1983–1984   | New York Rangers      | NHL         | 9   | 1   | 1   | 2   | 11  | —  | — | — | — | —  |
|             | Tulsa Oilers          | CHL         | 49  | 20  | 29  | 48  | 133 | —  | — | — | — | —  |
| 1984–1985   | New York Rangers      | NHL         | 49  | 12  | 15  | 27  | 139 | 3  | 1 | 0 | 1 | 7  |
|             | New Haven Nighthawks  | AHL         | 3   | 2   | 2   | 4   | 13  | —  | — | — | — | —  |
| 1985–1986   | New York Rangers      | NHL         | 30  | 4   | 4   | 8   | 63  | 11 | 0 | 0 | 0 | 32 |
| 1986–1987   | New York Rangers      | NHL         | 21  | 4   | 4   | 8   | 34  | 6  | 1 | 0 | 1 | 28 |
| 1987–1988   | New Jersey Devils     | NHL         | 5   | 3   | 0   | 3   | 8   | —  | — | — | — | —  |
| 1988–1989   | New Jersey Devils     | NHL         | 1   | 0   | 1   | 1   | 2   | —  | — | — | — | —  |
|             | Utica Devils          | AHL         | 8   | 3   | 2   | 5   | 31  | —  | — | — | — | —  |
| NHL totalt  | NHL totalt            | NHL totalt  | 115 | 24  | 25  | 49  | 257 | 29 | 5 | 3 | 8 | 69 |
| AHL totalt  | AHL totalt            | AHL totalt  | 11  | 5   | 4   | 9   | 44  | 3  | 1 | 0 | 1 | 26 |
| CHL totalt  | CHL totalt            | CHL totalt  | 110 | 37  | 72  | 108 | 278 | 7  | 1 | 1 | 2 | 14 |
| NCAA totalt | NCAA totalt           | NCAA totalt | 153 | 114 | 153 | 267 | 234 | —  | — | — | — | —  |